# 比爾·基亭
比爾·基亭（英語：Bill Keating；1952年9月6日—）是美国的一位政治人物。自2013年開始，他是麻薩諸塞州第9選舉區選出的美國眾議院議員。他的黨籍是民主黨。基亭畢業於萨福克大学法學院。在1976年，他當選马萨诸塞州众议院議員。1985年至1999年，他擔任马萨诸塞州参议院議員。